# Lê Khả Phiêu
Lê Khả Phiêu (ur. 27 grudnia 1931, zm. 7 sierpnia 2020) – wietnamski polityk komunistyczny.
Pochodził z prowincji Thanh Hóa. Od 1949 roku członek partii komunistycznej. Przez ponad 40 lat służył w wojsku, walcząc na różnych frontach wojny wietnamskiej oraz w wojnie wietnamsko-kambodżańskiej. W 1992 roku został członkiem KC Komunistycznej Partii Wietnamu, a w 1994 jej Politbiura.
W latach 1997–2001 piastował stanowisko sekretarza generalnego Komunistycznej Partii Wietnamu. Postrzegany jako polityk twardogłowy, spotkał się z silną opozycją bardziej reformatorskich kręgów partii. Krytykowano go także za podpisanie w 1999 roku niekorzystnego dla Wietnamu porozumienia granicznego z Chinami.